# اتحادیه دو و میدانی آلمان
اتحادیه دو و میدانی آلمان (انگلیسی: German Athletics Association) سازمان اداره کننده ورزش دو و میدانی در کشور آلمان است.
این فدراسیون که در سال ۱۸۹۸ تأسیس شده مقر آن در شهر دارمشتات قرار دارد.